# Grand Prix San Marino 1986
Grand Prix San Marino 1986 (oryg. Gran Premio di San Marino) – trzecia runda Mistrzostw Świata Formuły 1 w sezonie 1986, która odbyła się 27 kwietnia 1986, po raz szósty na torze Imola.
6. Grand Prix San Marino, szóste zaliczane do Mistrzostw Świata Formuły 1.

## Klasyfikacja
| Legenda oznaczeń w tabelach wyników Wyświetl szablon na nowej stronie | Legenda oznaczeń w tabelach wyników Wyświetl szablon na nowej stronie                                                                     |
| Oznaczenie                                                            | Wyjaśnienie |
| --------------------------------------------------------------------- | --- |
| Złoty                                                                 | Zwycięzca lub mistrzostwo |
| Srebrny                                                               | 2. miejsce lub wicemistrzostwo |
| Brązowy                                                               | 3. miejsce lub II wicemistrzostwo |
| Zielony                                                               | Ukończył, punktował (w klasyfikacji generalnej, gdy zdobył co najmniej jeden punkt na przestrzeni sezonu, poza trzema powyższymi opcjami) |
| Niebieski                                                             | Ukończył, nie punktował (w klasyfikacji generalnej, gdy nie zdobył co najmniej jednego punktu na przestrzeni sezonu)                      |
| Czerwony                                                              | Nie zakwalifikował się (NZ) |
| Czerwony                                                              | Nie prekwalifikował się (NPK) |
| Różowy                                                                | Nie ukończył (NU) |
| Różowy                                                                | Niesklasyfikowany (NS) (w klasyfikacji generalnej, gdy nie został sklasyfikowany w żadnym wyścigu sezonu)                                 |
| Czarny                                                                | Zdyskwalifikowany (DK) |
| Czarny                                                                | Wykluczony (WYK/EX) |
| Biały                                                                 | Nie wystartował (NW) |
| Biały                                                                 | Kontuzjowany (K/INJ) |
| Biały                                                                 | Wyścig odwołany (OD/C) |
| Bez koloru                                                            | Został wycofany (WYC/WD) |
| Bez koloru                                                            | Nie przybył (NP/DNA) |
| Bez koloru                                                            | Nie brał udziału w treningach (NT/DNP) |
| Bez koloru                                                            | Nie został zgłoszony (–) |
| Pogrubienie                                                           | Start z pole position |
| Kursywa                                                               | Najszybsze okrążenie wyścigu |
| †                                                                     | Nie ukończył, ale jego rezultat został zaliczony ze względu na przejechanie więcej niż 90% dystansu wyścigu.                              |
| *                                                                     | Sezon w trakcie |
| 1/2/3                                                                 | Punktowana pozycja w sprincie kwalifikacyjnym                                                                                             |
| Lista systemów punktacji Formuły 1                                    | |

| Poz | Nr | Kierowca           | Konstruktor            | Okrążenia | Czas/powód NU        | Poz. startowa | Punkty |
| --- | -- | ------------------ | ---------------------- | --------- | -------------------- | ------------- | ------ |
| 1   | 1  | Alain Prost        | McLaren-TAG            | 60        | 1:32:28.408          | 4             | 9      |
| 2   | 6  | Nelson Piquet      | Williams-Honda         | 60        | + 7.645              | 2             | 6      |
| 3   | 20 | Gerhard Berger     | Benetton-BMW           | 59        | + 1 okrążenie        | 9             | 4      |
| 4   | 28 | Stefan Johansson   | Ferrari                | 59        | + 1 okrążenie        | 7             | 3      |
| 5   | 2  | Keke Rosberg       | McLaren-TAG            | 58        | Brak Paliwa          | 6             | 2      |
| 6   | 7  | Riccardo Patrese   | Brabham-BMW            | 58        | Brak paliwa          | 16            | 1      |
| 7   | 18 | Thierry Boutsen    | Arrows-BMW             | 58        | + 2 okrążenia        | 12            |        |
| 8   | 3  | Martin Brundle     | Tyrrell-Renault        | 58        | + 2 okrążenia        | 13            |        |
| 9   | 17 | Marc Surer         | Arrows-BMW             | 57        | + 3 okrążenia        | 15            |        |
| 10  | 27 | Michele Alboreto   | Ferrari                | 56        | Turbosprężarka       | 5             |        |
| NU  | 21 | Piercarlo Ghinzani | Osella-Alfa Romeo      | 52        | Brak paliwa          | 26            |        |
| NU  | 25 | René Arnoux        | Ligier-Renault         | 46        | Koło                 | 8             |        |
| NU  | 4  | Philippe Streiff   | Tyrrell-Renault        | 41        | Przeniesienie napędu | 22            |        |
| NU  | 19 | Teo Fabi           | Benetton-BMW           | 39        | Silnik               | 10            |        |
| NU  | 14 | Jonathan Palmer    | Zakspeed               | 38        | Hamulce              | 20            |        |
| NU  | 22 | Christian Danner   | Osella-Alfa Romeo      | 31        | Elektronika          | 25            |        |
| NU  | 15 | Alan Jones         | Lola-Ford              | 28        | Przegrzanie          | 21            |        |
| NU  | 23 | Andrea de Cesaris  | Minardi-Motori Moderni | 20        | Silnik               | 23            |        |
| NU  | 8  | Elio de Angelis    | Brabham-BMW            | 19        | Silnik               | 19            |        |
| NU  | 26 | Jacques Laffite    | Ligier-Renault         | 14        | Przeniesienie napędu | 14            |        |
| NU  | 12 | Ayrton Senna       | Lotus-Renault          | 11        | Mocowanie koła       | 1             |        |
| NU  | 5  | Nigel Mansell      | Williams-Honda         | 8         | Silnik               | 3             |        |
| NU  | 11 | Johnny Dumfries    | Lotus-Renault          | 8         | Mocowanie koła       | 17            |        |
| NU  | 29 | Huub Rothengatter  | Zakspeed               | 7         | Turbosprężarka       | 24            |        |
| NU  | 16 | Patrick Tambay     | Lola-Hart              | 5         | Silnik               | 11            |        |
| NU  | 24 | Alessandro Nannini | Minardi-Motori Moderni | 0         | Wypadek              | 18            |        |